# Tara Zahra
Tara Elizabeth Zahra (* 1976) je americká historička novověku a vysokoškolská učitelka.

## Biografie
Tara Zahra absolvovala v roce 1998 Swarthmore College v Pensylvánii s titulem „bakalář“. V roce 2005 ukončila studium na Michiganské univerzitě obhajobou disertační práce jako doktor historických věd (Ph.D.). Od roku 2007 působí jako vysokoškolská pedagožka na Chicagské univerzitě.

## Práce
Specializovala se na dějiny střední a východní Evropy 20. století. Napsala množství článků z oboru do vědeckých časopisů: Central European History, History Compass, American Historical Review, Contemporary European History, Journal of Modern History, Slavic Review a Austrian History Yearbook.
V monografii Kidnapped Souls. National Indifference and the Battle for Children in the Bohemian Lands, 1900-1948 představila v roce 2008 osudy dětí od roku 1900 až do roku 1948 v bývalých Zemích Koruny české a Československu. Za toto dílo získala čtyři ocenění.

## Publikace
- Kidnapped Souls. National Indifference and the Battle for Children in the Bohemian Lands, 1900–1948. Cornell University Press 2008. ISBN 9780801446283
- The Lost Children. Reconstructing Europe's Families After World War II. Harvard University 2011. ISBN 9780674048249
- Great Departure. Mass Migration from Eastern Europe and the Making of the Free World. W. W. Norton 2016. ISBN 0393078019
- Against the World. Anti-Globalism and Mass Politics Between the World Wars. New York: W.W. Norton & Company 2023. ISBN 978-0-393-65196-6

## Ocenění
- 2009: Czechoslovak Studies Association Prize
- 2009: Barbara Jelavich Prize
- 2009: Hans Rosenberg Prize
- 2011: Laura Shannon Prize
- 2012: Radomír Luža Prize
- 2012: George Louis Beer Prize